# Robert Musil
Robert Musil (født 6. november 1880 i Klagenfurt, Østrig, død 15. april 1942 i Genève, fra 1917 til 1919 Robert Edler von Musil) var en østrigsk forfatter og teaterkritiker.
Musils forfatterskab omfatter flere noveller og to romaner, dannelsesromanen Disciplen Törless' forvirringer (Die Verwirrungen des Zöglings Törleß) og hans ufuldendte hovedværk Manden uden egenskaber (Der Mann ohne Eigenschaften), der anses for at være en af de vigtigste modernistiske romaner på linje med Marcel Prousts På sporet af den tabte tid og James Joyces Ulysses.
Manden uden egenskaber er oversat to gange til dansk, første gang i 1969-71 af Mogens Boisen (i tre bind) og siden 1994-98 af Karsten Sand Iversen i en firebindsudgave kompletteret med efterladte skitser, der ikke var medtaget i den autoriserede udgave fra 1942 (Nachlass).

## Liv

### Før 1918
Robert Musil var eneste søn af ingeniør og universitetsprofessor Alfred Musil og hans kone Hermine Bergauer. Mellem 1892 og 1897 gik Musil på skoler i forskellige byer, blandt andet i Steyr, hvor hans far tog arbejde. Han uddannede sig på k.u.k. Technische Militärakademie i Wien, men afbrød sin officersuddanelse og begyndte at læse til maskiningeniør. 1901 var han færdiguddannet som ingeniør. 
Samme år påbegyndte han sin toårige værnepligt i infanteriregimentet "Freiherr von Heß" nr. 49, stationeret i Brünn. Fra 1902 til 1903 arbejdede han som videnskabelig assistent ved det tekniske universitet i Stuttgart. I 1903 begyndte han at studere filosofi og psykologi på Friedrich-Wilhelms-Universitet i Berlin. Her blev han venner med Alfred Kerr og Franz Blei. Blandt hans medstuderende var også de to senere medstiftere af gestaltteorien, Kurt Koffka og Wolfgang Köhler. Indflydelse fra gestaltteoretiske ideer skulle være mærkbar i alle hans litterære værker.
I 1908 indgav Robert Musil en afhandling med temaet Beitrag zur Beurteilung der Lehren Machs (da.: Bidrag til vurdering af Machs lære), som af filosofferne Carl Stumpf og Alois Riehl fik karakteren laudabile. Musil fik tilbudt at skrive en habilitation, men afslog til fordel for en karriere som forfatter. 
I 1910 flyttede han til Wien og blev bibliotekar ved det tekniske universitet. Den 15. april 1911 giftede han sig med Martha Marcovaldi, født Heimann. Indtil 1. verdenskrigs udbrud skrev han som journalist for flere aviser. I 1914 trykte Neue Rundschau Musils krigsbegejstrede essay "Europäertum, Krieg, Deutschtum".
I 1. verdenskrig deltog han som reserveofficer. Han var udstationeret i Sydtyrol og til sidst ved den italiensk-serbiske front. Han opnåede flere udmærkelser. Den 22. september 1915 var han meget tæt på at blive ramt i en skyttegrav i Trient. Denne eksistentielle erfaring beskrev han i sin berømte fortælling "Die Amsel". I 1917 blev Musils far hædret med den arvelige adelstitel Edler von Musil.

## Indflydelse
Af sine samtidige, tysksprogede forfatterkolleger sammenlignes Musil med Hermann Broch, Franz Kafka, Thomas Mann, Elias Canetti og andre, hvis skriveenergi ligesom Musils nærede sig af sammenbrudserfaringer, der var både personlige og historiske. I den østrigske samtidslitteratur vidner blandt andre Gerhard Amanshauser, Rudolf Bayr, Thomas Bernhard, Alois Brandstetter, Andreas Okopenko, Michael Scharang, Franz Schuh og Julian Schutting på forskellig vis om Musils værkers stadige indflydelse. 
Disciplen Törless' forvirringer er filmatiseret af Volker Schlöndorff i 1966 under titelen Den unge Törless (Der junge Törless).